# گالف بریز (فلوریدا)
گالف بریز (به انگلیسی: Gulf Breeze) شهری در شهرستان سانتا روزا ایالت فلوریدا است که در سال ۱۹۶۱ بنیان‌گذاری شده‌است. این شهر طبق سرشماری سال ۲۰۱۰ میلادی، ۵٬۷۶۳ نفر جمعیت داشته و مساحت آن نیز ۶۱٫۰ کیلومتر مربع است.